# L'home del Diners' Club
L'home del Diners' Club (títol original: The Man from the Diners' Club) és una pel·lícula de comèdia de 1963 protagonitzada per Danny Kaye i dirigida per Frank Tashlin. Va ser estrenada per Columbia Pictures. Està doblada al català.

## Argument
Un empleat del Diner's Club emet una targeta de crèdit a un conegut mafiós i l'ha de recuperar per mantenir la seva feina.

## Repartiment
- Danny Kaye com Ernest Klenk
- Cara Williams com Sugar Pye
- Martha Hyer com Lucy
- Telly Savalas com Foots Pulardos
- Everett Sloane com Martindale
- Kaye Stevens com Bea
- George Kennedy com George
- Ann Morgan Guilbert com Ella Trask
- Harry Dean Stanton com un Beatnik (sense acreditar)

## Producció
La pel·lícula va ser produïda per William Bloom a partir d'un guió de William Peter Blatty i John Fenton Murray. La partitura musical va ser dirigida per Stu Phillips i el director de fotografia va ser Hal Mohr .